# Korsvik
Korsvik är en tätort i Kristiansands kommun i Agder fylke i södra Norge. Orten liger öster om staden Kristiansand.